# Ein Überlebender aus Warschau

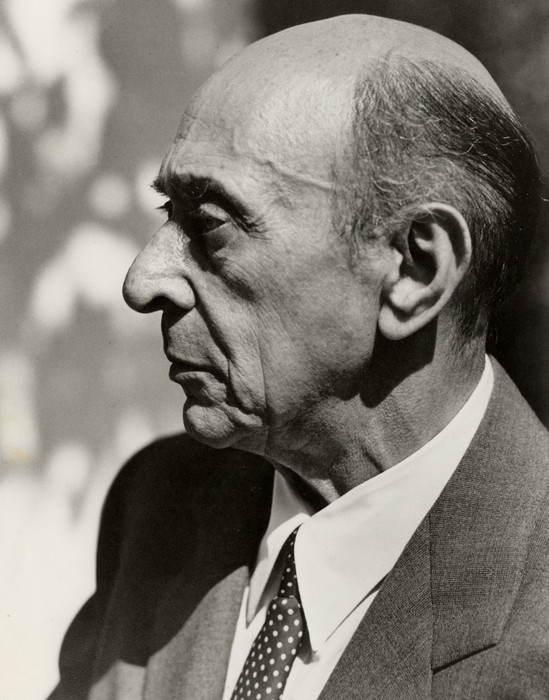
Arnold Schönberg (Los Angeles, 1948)

Ein Überlebender aus Warschau (Originaltitel A Survivor from Warsaw for Narrator, Men’s Chorus and Orchestra), op. 46, ist ein Melodram von Arnold Schönberg für einen Sprecher, Männerchor und Orchester aus dem Jahre 1947. Wie viele Stücke Schönbergs seit den 1920er Jahren ist das Werk in Zwölftontechnik mit teilweise fast punktueller, selbst innerhalb eines Taktes wechselnder Instrumentation geschrieben. Thema des etwa siebenminütigen Werks ist die Niederschlagung des Aufstands im Warschauer Ghetto. Ein Überlebender aus Warschau gilt als eines der ausdrucksstärksten Werke Schönbergs von erschütternder Realistik in Text und Musik und stellt eine der wichtigsten und meistrezipierten musikalischen Auseinandersetzungen mit dem Holocaust dar.

## Inhalt und historischer Kontext
Das Werk ist in der Zeit der Niederschlagung des Aufstands im Warschauer Ghetto, der am 19. April 1943 begann, angesiedelt. Dem Aufstand war die „große Aussiedlung“ ab dem 23. Juni 1942 mit dem Abtransport in die Vernichtungslager, meist nach Treblinka, vorausgegangen.
Der Erzähler, der sich halbtot geschlagen in den Untergrund retten konnte, ist Augenzeuge der Ereignisse. Die entrechteten Juden werden niedergeknüppelt und ermordet oder nach dem Appell mit dem Befehl zum Abzählen in die Vernichtungslager deportiert. Inmitten all dieser Brutalität besinnen sich die Juden auf ihre religiösen Wurzeln und beginnen, das Schma Jisrael, das jüdische Glaubensbekenntnis, zu singen, womit das Stück endet.

## Entstehung

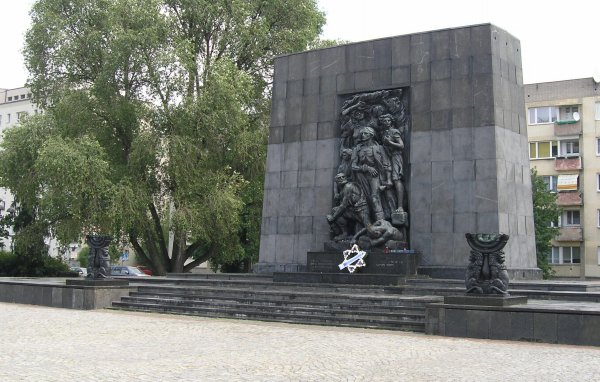
Denkmal für die Helden des Ghettos in Warschau zur Erinnerung an den Aufstand im Warschauer Ghetto (Bildhauer: Natan Rappaport, Architekt: Leon Marek Suzin)

Schönberg war 1925 zum Leiter eines Meisterkurses für Komposition an der Preußischen Akademie Berlin ernannt worden. Nachdem ihm diese Stelle aus rassistischen Gründen im September 1933 entzogen worden war, kehrte er zum jüdischen Glauben zurück, den er in seiner Jugend aufgegeben hatte. Er emigrierte in die USA, wo er eine Professur in Kompositionslehre an der UCLA erhielt und 1940 die amerikanische Staatsbürgerschaft annahm.
Die Anregung zum Überlebenden aus Warschau ging auf die in Amerika lebende russische Choreografin Corinne Chochem zurück. Diese übersandte Schönberg Anfang 1947 Melodie und englische Übersetzung eines Partisanenliedes, welches in einer Auftragskomposition Schönbergs entweder in jiddischer Originalfassung oder in einer hebräischen Übertragung Verwendung finden sollte. Schönberg sandte an Chochem Honorarforderungen „für eine 6-9 minütige Komposition für kleines Orchester und Chor“ und präzisierte:
„Ich plane die Szene in der von Ihnen beschriebenen Weise zu realisieren. Wie die verurteilten Juden im Warschauer Ghetto zu singen begannen, bevor sie in den Tod gingen.“
Schönberg und Chochem kamen aufgrund unterschiedlicher Honorarvorstellungen (Schönbergs finanzielle Lage war zu dieser Zeit kritisch) zu keiner Einigung. Der ursprüngliche Plan, das Partisanenlied als Grundlage des Werks zu nutzen, musste daher aufgegeben werden. Doch ein Kompositionsauftrag der Koussevitzky Music Foundation in Boston bot Schönberg schließlich die Möglichkeit, seinen Plan in veränderter Form zu realisieren. Nach Willi Reich basiert der schließlich von Schönberg gewählte Text auf einem authentischen Zeugenbericht, den Schönberg von einem Überlebenden von Warschau gehört habe. Beat Föllmi konnte zeigen, dass Schönberg an der Vorlage zahlreiche Umarbeitungen vorgenommen hatte, insbesondere Entkonkretisierungen.
Schönberg begann die Komposition des Überlebenden aus Warschau am 11. August 1947 und vollendete sie am 23. August 1947. Wegen seines schlechten Gesundheitszustandes erstellte er nur das Particell. René Leibowitz, ein Freund Schönbergs, komplettierte die Partitur unter seiner Aufsicht. Das Werk ist der Koussevitzky Music Foundation und der Erinnerung an Natalie Koussevitzky gewidmet.
Ein Jahr vor der Komposition hatte Schönberg einen Herzinfarkt erlitten. Ob die dabei erfahrene Todesnähe Einfluss auf die in op. 46 behandelten Todesqualen hatte, muss offenbleiben.

## Uraufführung

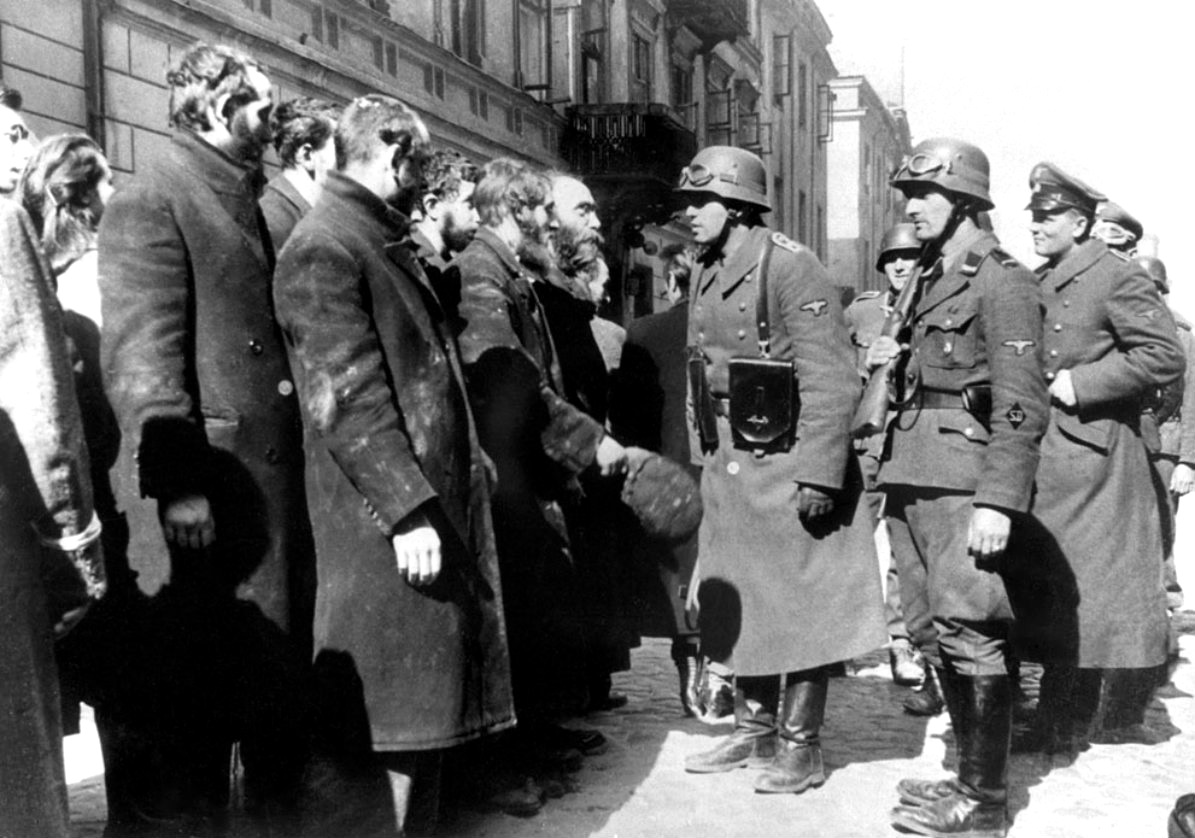
Juden und Besatzer im Warschauer Ghetto (1943)

Die Uraufführung fand am 4. November 1948 in Albuquerque (New Mexico) unter der Leitung von Kurt Frederick mit dem Albuquerque Civic Symphony Orchestra (einem 1932 gegründeten Laien- und Studentenorchester) statt, wobei Sherman Smith den gesprochenen Part übernahm, und war ein überwältigender Erfolg. Nach einer Schweigeminute musste das gesamte Stück wiederholt werden, erst danach gab es frenetischen Beifall. Es meldeten sich jedoch auch skeptischere Stimmen. So schrieb die Time nach der Uraufführung:
„Grausame Dissonanzen. Zuerst wurden die Zuhörer von einem hässlichen, brutalen Bläserstoß aufgerüttelt. […] Die Dissonanz der Harmonien steigerte sich ins Grausame. Der Chor schwoll zu einem einzigen schrecklichen Crescendo an. Dann, nach weniger als zehn Minuten seit dem ersten Stoß, war alles vorbei. Während seine Zuhörer immer noch darüber nachdachten, spielte der Dirigent Kurt Frederick es noch einmal, um dem Stück eine weitere Chance zu geben. Diesmal schien das Publikum es besser zu verstehen, und donnernder Applaus erfüllte das Auditorium.“
Größere Bedeutung für die Verbreitung des Werks hatte aber die europäische Erstaufführung am 15. November 1949 in Paris durch den Dirigenten und Schönberg-Kenner René Leibowitz.

## Musik
Das Werk wirkt – wie die meisten atonalen bzw. Zwölftonwerke – auf den mit dieser Musik nicht vertrauten Hörer eher dissonant, arhythmisch und schwer zugänglich. Längere Melodielinien sind kaum auszumachen. Wie die meisten Werke Schönbergs – was auch für seine tonalen Kompositionen, wie das spätromantische Verklärte Nacht, gilt – hinterlässt es einen gequälten und zerrissenen, manchmal hektischen Eindruck. Dennoch offenbart der Überlebende aus Warschau bei genauerem Zuhören bzw. Studium der Partitur viele musikalisch strukturierende Elemente wie Reihen, Intervalle, Motive, rhythmische Modelle, tonale Andeutungen, herkömmliche Formprinzipien aufgreifende und satzübergreifende Merkmale. Es stellt mit seiner harten, durchdachten Reduktion auf ein strenges Geflecht musikalischer Linien ein Konzentrat des schönbergschen Spätstils dar. Dabei ist es trotz aller Konstruktion dramatisch und expressiv.

### Besetzung
Die Besetzung umfasst das gängige Streichorchester (10 erste und zweite Violinen, jeweils 6 Bratschen, Violoncelli und Kontrabässe), eine paarweise besetzte Holzbläsergruppe (mit Piccoloflöte, Flöte, Oboe, Klarinette, Fagott), eine relativ stark besetzte Blechbläsergruppe (mit 4 Hörnern, 3 Trompeten, 3 Posaunen und Tuba), ein umfangreiches Arsenal an Schlagwerk (Pauke, verschiedene Trommeln, Becken, Triangel, Tamburin, Tamtam, Xylophon, Kastagnetten, Glocken, Schellen), außerdem Harfe, den Männerchor sowie einen Sprecher.

### Musikalisches Material
Die Komposition basiert auf einer einzigen Zwölftonreihe: fis – g – c – as – e – dis – b – cis – a – d – f – h. Die Reihenstruktur des Werkes beruht wie die meisten Zwölftonkompositionen Schönbergs auf einer spezifischen Organisation der beiden sechstönigen Reihenhälften (Hexachorde). Für op. 46 bedeutet dies konkret die Beziehung zwischen den Tonqualitäten der Reihe in Grundgestalt und ihrer in die Unterquinte transponierten Umkehrung. Die erste Reihenhälfte der Originalgestalt ergänzt sich somit (jedoch in divergierender Tonreihenfolge) mit der transponierten, umgekehrten zweiten Reihenhälfte zur Gesamtheit aller 12 Oktavtöne, dem chromatischen Total. Dabei sind in der Reihe mit einem übermäßigen Dreiklang (Ton 3, 4 und 5), einem Moll-Dreiklang (Ton 9, 10 und 11) und einem verminderten Dreiklang (Ton 10, 11 und 12) durchaus tonale Anknüpfungspunkte vorhanden. Der gegen Umkehrungen invariante übermäßige Dreiklang c – e – as kann als musikalisches Symbol des Grauens (z. B. ab Takt 38-41 im Xylophon) interpretiert werden, die kleinen Sekunden können als Ausdruck der Seufzer der Opfer gedeutet werden.

### Form und Inhalt
Formal gesehen besteht das Werk aus drei Teilen: 1. einer instrumentalen Einleitung, 2. der von einem Sprecher vorgetragenen und vom Orchester begleiteten Erzählung und 3. dem von einer Posaune begleiteten Schlusschor mit dem Schma Jisrael. Inhaltlich gliedert das Stück jedoch in sechs Abschnitte: 1. Einleitung, 2. Tagesablauf, 3. Brutalisierung, 4. Tod, 5. Abzählvorgang, 6. Gebet und Auferstehung.
Sowohl Schönbergs Text, der drei Sprachen verwendet, als auch der musikalische Ausdruck charakterisieren unterschiedliche Ebenen. So wird die Brutalität der nationalsozialistischen Besatzer durch aggressive Blechbläser, Schlagzeug, manchmal starr-motorische Rhythmen und Kommandos in deutscher Sprache unterstrichen; die Empathie für die Leidenden wird mit dem Klang der Streicher vom Ensemble bis zur Solovioline, oft in Sekunden oder Halbtönen, verstärkt. Auffallend sind ferner – wie schon in früheren Werken Schönbergs – die rhythmischen Wechsel, die bisweilen sogar innerhalb eines Taktes stattfinden, und das in derselben Stimme oder verschiedenen Stimmen realisierte Nacheinander bzw. Gegeneinander zwischen Achteln (Sechzehnteln, Zweiunddreißigsteln) und Triolen (z. B. in Takt 13, 34 und 80-88). Die sprunghafte Instrumentation trägt ebenfalls zum Eindruck des Zerrissenen bei.

## Text
Der von Schönberg verfasste Text ist dreisprachig. Der Erzähler spricht englisch, zitiert aber die Kommandorufe des Feldwebels (sergeant) auf Deutsch. Diese Kommandorufe sind per Regieanweisung Schönbergs in einem scharfen, schrillen Tonfall vorzutragen. Der Text des Schlusschores, das Schma Jisrael, ist in hebräischer Sprache verfasst. 
Die Textaussage des Werkes wird durch klar komponierte, hektische Rhythmen und manchmal grelle Orchesterfarben unterstützt. Im Originaldruck des Werkes sind neben dem dreisprachigen Originaltext auch Übersetzungen in Französisch und Deutsch inkludiert. Letztere, von Margaret Peter, verbesserte Schönberg persönlich. Zahlreiche Eintragungen zu Formulierungen und Wortwahl sind in seiner persönlichen Ausgabe des Originaldruckes zu finden.
I cannot remember ev´rything. I must have been unconscious most of the time. I remember only the grandiose moment when they all started to sing, as if prearranged, the old prayer they had neglected for so many years – the forgotten creed! But I have no recollection how I got underground to live in the sewers of Warsaw for so long a time... The day began as usual: Reveille when it still was dark. „Get out!“ Whether you slept or whether worries kept you awake the whole night. You had been separated from your children, from your wife, from your parents. You don´t know what happened to them... How could you sleep? The trumpets again – „Get out! The sergeant will be furious!“ They came out; some very slowly, the old ones, the sick ones; some with nervous agility. They fear the sergeant. The hurry as much as they can. In vain! Much too much noise, much too much commotion! And not fast enough! The Feldwebel shouts: „Achtung! Stilljestanden!  Na wird’s mal. Oder soll ich mit dem Jewehrkolben   nachhelfen? Na jut; wenn ihrs durchaus haben wollt!“ The sergeant and his subordinates hit (everyone): young or old, (strong or sick), quiet guilty or innocent... It was painful to hear them groaning and moaning. I heard it though I had been hit very hard, so hard that I could not help falling down. We all on the (ground) who could not stand up were (then) beaten over the head... I must have been unconscious. The next thing I heard was a soldier saying: „They are all dead!“ Whereupon the sergeant ordered to do away with us. There I lay aside half conscious. I had become very still – fear and pain. Then I heard the sergeant shouting: „Abzählen!“ They started slowly and irregularly: one, two, three, four – „Achtung!“ The sergeant shouted again, „Rascher! Nochmal von vorn anfangen! In einer Minute will ich wissen, wieviele ich zur Gaskammer abliefere! Abzählen!“ They began again, first slowly: one, two, three, four, became faster and faster, so fast that it finally sounded like a stampede of wild horses, and (all) of a sudden, in the middle of it, they began singing the Schema Yisroel.